# Стародуб (рослина)
Стародуб (Laserpitium) — рід рослин родини окружкові (Apiaceae), поширений у Європі, Марокко, західній Азії.

## Опис
Багаторічні трав'янисті рослини. Міцні стебла не порожнисті і часто мають залишки черешків біля їхніх основ. Чергово розташовані листки черешкові. Листова пластина широка і, як правило, дво- та триразово периста; форма може бути абсолютно різною для кожного виду. Суцвіття мають великий діаметр і містять багато білих або жовтувато-білих квіток. Приквітки зазвичай численні і присутні з усіх боків, і вони вузькі ланцетні або вузькі трикутні. Квіти мають радіальну симетрію і подвійну оцвітину.

## Поширення
Поширений у Європі, Марокко, західній Азії.
В Україні зростають стародуб шорстковолосистий (Laserpitium hispidum), стародуб альпійський (Laserpitium krapfii), стародуб широколистий (Laserpitium latifolium), Silphiodaucus prutenicus = Laserpitium prutenicum.